# Districte de Cahora-Bassa
Cahora-Bassa és un districte de la província de Tete, a Moçambic, amb capital a la vila de Songo. Limita amb el districte de Marávia al nord, amb el districte de Magoé a l'oest, amb el districte de Chiuta al nord-est, amb el districte de Changara a l'est i amb Zimbàbue al sud. El 1997 la seva població era el 2007 de 87.784 habitants i la superfície de 10.598 km². Dins el districte hi ha l'embassament de Cahora Bassa, al riu Zambeze.

## Divisió administrativa
El districte està dividit en tres llocs administratius (postos administrativos), subvididits en viles (localidades):
- Posto Administrativo de Chitholo:
  - Chitholo
  - Mulinje
- Posto Administrativo de Chitima:
  - Chibagadigo
  - Chicoa-Nova
  - Nhabando
  - Nhacapirere
- Posto Administrativo de Songo:
  - Vila de Songo
  - Dzunsa
  - Songo